# 德氏仿厚蟹
德氏仿厚蟹（学名：Helicana doerjesi）为方蟹科仿厚蟹属的动物。分布于中国大陆東南沿海及台灣等地，生活环境为河口、泥灘地、紅樹林沼澤等地區，多分布於偏中潮帶地區。

## 特徵
蟹體略為扁平，頭胸甲呈近方形，甲殼表面具有顆粒及短毛，側緣在後半部大致呈現平行且具有梳毛；雄性個體眼下隆脊側面部分具有9至13顆大小相似的突瘤，靠近體中央的顆粒融合且具條紋。步腳上具有長剛毛，前3對步腳有剛毛叢。整體體色呈灰綠略紫，頭胸甲具有一些不規則的紫紅色或黑色的小斑塊，腹面淡白色。

## 物種分類
德氏仿厚蟹早期多被誤認為伍氏仿厚蟹，於2006年由酒井勝司、邁克爾·特凱，及楊思諒等三位學者將兩者區隔開來，成為新的物種。 並且也透過基因鑑測的技術確定兩種物種在基因上有明顯差異。